# Кринс
Кринс (нем. Kriens) — город в Швейцарии, в кантоне Люцерн.
Расположен у подножия горы Пилатус. В Кринсе расположена нижняя станция канатной дороги, поднимающейся на Пилатус.
Входит в состав избирательного округа Люцерн-Ланд (до 2012 года входил в состав управленческого округа Люцерн).
Население составляет 25 348 человек (на 31 декабря 2006 года). Официальный код — 1059.

## Города-побратимы
- Сан-Дамьяно-д’Асти, Италия